# Bahía Moreton
La bahía de Moreton, situada en la costa este de Australia, a 14 km del centro de Brisbane (Queensland), es uno de los recursos costeros más importantes de este estado australiano.
Las aguas de la bahía de Moreton son un destino muy popular entre los pescadores recreativos y también son utilizadas por operadores comerciales que suministran marisco al mercado.
El puerto de Brisbane coordina un gran tráfico a lo largo del canal de navegación que cruza la sección norte de la bahía. La bahía sirve como una aproximación segura al aeropuerto y reduce la contaminación acústica sobre la ciudad al oeste de la pista. También circulan por la bahía numerosos servicios de barcazas, transbordadores y taxis acuáticos.
La bahía de Moreton fue escenario de un conflicto entre el pueblo Quandamooka y los primeros colonos europeos. Contiene hábitats de importancia ambiental y grandes áreas de bancos de arena. La bahía es el único lugar en Australia donde los dugongos se reúnen en manadas. Muchas partes de la costa continental y de las islas del sur están habitadas.
Las aguas de la bahía Moreton son relativamente tranquilas, protegidas de grandes oleajes por la isla Moreton y la isla North Stradbroke. En 2009, como parte de las celebraciones del Q150, la Bahía Moreton fue declarada uno de los Íconos Q150 de Queensland por su papel como "atracción natural". La bahía de Moreton es un lugar de esperanza en el océano Pacífico.

## Historia

### Historia temprana
La bahía Moreton se formó hace aproximadamente 6000 años cuando el nivel del mar subió e inundó lo que entonces eran las llanuras aluviales del río Brisbane . La bahía de Moreton y sus islas estaban habitadas por el pueblo Quandamooka. La economía indígena era muy rica y una de las más productivas del continente australiano gracias a los recursos naturales comestibles que ofrecía. En particular, eran de especial importancia para el comercio entre clanes y la vida ceremonial los enormes criaderos de ostras, la captura anual de salmonetes y la recolección de nueces bunya en la costa y el interior, lo que provocaba migraciones anuales en ambos sentidos para disfrutar de la abundancia del territorio del grupo tribal respectivo.
Un relato de 1823 del explorador John Uniacke describió la importancia del pescado, el canguro y la raíz de helecho llamada dingowa en la dieta de las tribus locales. Su artículo, titulado 'Nativos de la bahía de Moreton', también contiene un resumen detallado de las luchas intertribales en la región de la isla Bribie, presenciadas por los náufragos John Finnegan y Thomas Pamphlett.
En la década de 1840, los administradores blancos residentes estimaron que la población aborigen de la zona era de alrededor de 4.000 personas. Sólo fueron superados en número por la afluencia que se produjo durante el período de cinco años de 1850 a 1855, cuando desembarcaron en su tierra 3.000 inmigrantes europeos.

## Geografía e historia natural
La bahía se extiende unos 125 km desde Caloundra en el norte casi hasta Surfers Paradise en el sur. La entrada sur de la bahía es el Gold Coast Seaway. La bahía tiene una anchura máxima de 35 kilómetros.
Está separada del Mar de Coral por una cadena de tres islas de arena: la isla Moreton en el norte, la isla North Stradbroke y la isla South Stradbroke en el sur. Tipplers Passage es el canal principal en la costa occidental de la isla South Stradbroke. La vía marítima de Gold Coast se encuentra en el extremo sur de la bahía Moreton, antes del Gold Coast Broadwater .
La bahía en sí contiene alrededor de 360 islas en total. Esto incluye las islas pobladas Russell, Macleay, Lamb y Karragarra, conocidas colectivamente como las Islas del Sur de la Bahía Moreton. Junto con Coochiemudlo y Garden Island, estas son islas de lecho rocoso. También se ha producido desarrollo residencial en la isla Coochiemudlo y la isla Bribie. En el pasado, la isla Peel se utilizó como plantación de sisal, estación de cuarentena, asilo y colonia de leprosos.
La bahía de Moreton es generalmente poco profunda y arenosa, aunque se mantiene un canal importante para permitir el acceso al puerto de Brisbane, en las islas Fisherman, en la desembocadura del río Brisbane, para el transporte marítimo internacional. Los canales del sur de la bahía rara vez son profundos.
Las olas penetran ligeramente en la bahía por sus cuatro pasos meridionales. La mayoría de las olas de la bahía son generadas por los vientos locales. El rango de marea es moderado, con una amplitud de entre 1,5 y 2 metros. La profundidad media de la bahía es de 6,8 metros, aunque en algunas zonas supera los 30 metros. Esta profundidad relativamente baja permite que la luz se filtre hasta el fondo marino, lo que favorece el crecimiento de una gran variedad de plantas marinas que sustentan una fauna muy diversa. 
La bahía tiene una superficie de 1523 km² y una cuenca hidrográfica 14 veces mayor, de 21 220 km². Las aguas de la bahía son, en su mayoría, de color azul. Las partes occidentales de la bahía a veces se tiñen de verde por las algas, de marrón por los sedimentos en suspensión o de amarillo-marrón por la escorrentía húmica. La temperatura media anual del mar oscila entre los 21,0 °C (69,8 °F) en julio y los 27,0 °C (80,6 °F) en febrero.
En la bahía de Moreton desembocan los ríos Brisbane, Pimpama, Logan, Albert y Pine, el arroyo Tingalpa y el canal Schulz. En ella se encuentran también las bahías más pequeñas de Waterloo, Redland, Raby, Deception y Bramble.
En la bahía se encuentran varias aldeas insulares, como el asentamiento de la costa de Moreton Island, Tangalooma, y en North Stradbroke, Dunwich y Amity Point. Entre las comunidades costeras y los suburbios continentales más destacados situados en la bahía se encuentran Deception Bay, Scarborough, Redcliffe, Margate, Woody Point, Brighton, Sandgate, Cleveland, Victoria Point y Redland Bay. Otras atracciones de la bahía son el paso de Pumicestone y numerosas rampas para embarcaciones, puertos deportivos y embarcaderos, como el muelle de Shorncliffe.

### Bancos de arena
La bahía de Moreton está llena de bancos de arena que se han formado por la deriva litoral a lo largo de la costa de la isla de Moreton. El campo de bancos de arena se extiende a lo largo de la entrada de la bahía y se formó cuando el nivel del mar alcanzó su posición actual, hace unos 6500 años, tras la última glaciación. Entre Tangalooma y Skirmish Point, en la isla Bribie, se encuentran los bancos Middle, Central y Western. Desde el norte de la isla de Moreton hasta Caloundra se encuentran, entre otros, los bancos Yulle Road, Spitfire Bank y Salamander Bank.
Los bancos Amity se encuentran justo al oeste de Amity Point, mientras que los bancos Moreton están al oeste del extremo sur de la isla Moreton. Estos bancos pueden suponer un peligro para la navegación marítima, ya que cambian constantemente debido a las corrientes de marea.
La zona de Middle Banks, cerca de la isla Moreton, se ha utilizado en el pasado como fuente de arena para grandes proyectos como el cercano aeropuerto de Brisbane y las instalaciones portuarias. Las dragas han extraído 18 millones de metros cúbicos y se prevé la extracción de otros 40 millones. Se espera que la futura extracción de arena contribuya a un importante proyecto de rectificación del canal de navegación.
Con el fin de mantener el canal de navegación abierto, se han destinado varias zonas de la bahía a vertedero de material dragado. Estos vertederos se han elegido para rellenar las playas, lo que favorece el transporte natural de arena a lo largo de las playas oceánicas.

### Flora y fauna
Los humedales, las marismas y los cursos de agua protegidos del patrimonio de la bahía son algunos de los más saludables de la región y, según la temporada, albergan hasta el 25 % de las especies de aves de Australia. La combinación de hábitats fangosos en el lado occidental de la bahía y hábitats arenosos en el lado oriental, junto con los arrecifes de coral y las praderas marinas, albergan más de 43 especies de aves costeras. En la bahía de Moreton viven siete especies de pastos marinos; Zostera capricorni es la más común. Los pastos marinos se han perdido desde la colonización debido al aumento de la turbidez y la sedimentación provocadas por la erosión en la cuenca hidrográfica.
En total, alrededor de 50 000 aves zancudas visitan la bahía de Moreton cada año y sus humedales están clasificados por BirdLife International como Área Importante para las Aves (IBA). En su Estrategia de Gestión de Aves Costeras, el Gobierno de Queensland señala que «las extensas zonas intermareales de la bahía de Moreton son esenciales para las aves costeras, ya que les proporcionan un hábitat para descansar, alimentarse y, en algunos casos, reproducirse».
La bahía también alberga otra abundante vida silvestre, incluidas ballenas, delfines, dugongos, tiburones y tortugas. Entre 1824 y 1950 se cazaron tortugas con fines comerciales. La población de tortuga boba en la bahía es la más importante del país.
La bahía está clasificada entre los diez mejores hábitats de dugongos de Australia y, junto con el golfo de Carpentaria y el estrecho de Torres, se considera una de las zonas más importantes para estos animales en Queensland. La bahía de Moreton es el único lugar de Australia donde los dugongos se reúnen en manadas. En el pasado, las manadas de dugongos contaban con miles de ejemplares. En el siglo XIX, se avistaron manadas de hasta 5 km de largo por 250 m de ancho. En 2009, solo quedaban entre 600 y 800 ejemplares. Los dugongos eran un alimento tradicional para los indígenas australianos y los primeros europeos los cazaban por su aceite y para fabricar otros productos hasta la década de 1920.
En la bahía de Moreton se pueden encontrar muchas especies de ballenas y delfines, incluidas ballenas jorobadas, orcas, ballenas francas australes, cachalotes, ballenas de cabeza de melón, ballenas azules, ballenas de Bryde, ballenas minke, delfines comunes, delfines giradores y delfines de Risso. Según la Ley EPBC de Australia, la ballena franca austral está catalogada como especie en peligro de extinción y la ballena jorobada como vulnerable. Los operadores turísticos comerciales ofrecen cruceros de avistamiento de ballenas entre junio y septiembre de cada año. La mayoría de los cetáceos de mayor tamaño observados en la bahía son ballenas jorobadas, y varios delfines más pequeños viven o visitan regularmente la bahía.
La chinche de la bahía Moreton ( Thenus orientalis ) es una especie de langosta zapatilla que se encuentra en todas las aguas de la costa norte de Australia. El crustáceo es un manjar relativamente caro que se sirve en muchos restaurantes de Queensland.
La higuera de Bahía Moreton ( Ficus macrophylla ) es un árbol grande endémico de la costa este de Australia dentro de un área centrada en las costas y alrededores de la Bahía Moreton.
Las partes sur y oeste de la bahía contienen aguas poco profundas cubiertas de lodo, protegidas de la fuerte acción de las olas por las islas barrera. Esto ha proporcionado un hábitat excelente para los manglares, de los cuales siete especies diferentes prosperan dentro de la bahía, particularmente en las secciones protegidas del sur de la bahía. Predomina la especie Avicennia marina.
Aproximadamente el 1 % de la superficie de la bahía está cubierta por arrecifes de coral. La deforestación y la colonización de la cuenca hidrográfica han creado condiciones desfavorables para el crecimiento de los corales. No obstante, se prevé que el cambio climático provocará un aumento del nivel del mar y un calentamiento de las aguas, lo que favorecerá el crecimiento de los corales en la bahía.
La bahía puede experimentar brotes generalizados de la bacteria lyngbya que puede causar lesiones en la piel y ataques de asma al contacto.
La raya nariz de pala oriental se encuentra en gran abundancia en la bahía Moreton y tiene un papel importante en la estructura trófica del área.

### Choques de barcos contra la megafauna marina
Una de las amenazas más graves para los animales marinos en la bahía Moreton son los choques con barcos. Los dugongos y las tortugas de la bahía Moreton a menudo mueren o resultan heridos al ser atropellados por embarcaciones que circulan a alta velocidad.

#### ballenas francas australes
A diferencia de la población del sur y suroeste de Australia, las ballenas francas australes de la costa este de Australia, así como de la costa oeste, Tasmania y el este de Victoria, se encuentran en peligro crítico de extinción, con tan solo diez individuos o menos. No se han visto ballenas en la costa este durante muchos años (a diferencia de las ballenas jorobadas), ya que la primera ballena regresó a Australia y Nueva Zelanda a principios de la década de 1960,debido en gran parte a la caza ilegal masiva por parte de la Unión Soviética y Japón, aunque al principio se informó de que solo se habían capturado cuatro ballenas.
Los recientes aumentos en los avistamientos a lo largo de la costa este indican una recuperación muy lenta pero segura de la especie en esa área, y la Bahía Moreton probablemente fue una importante zona de parto para estas ballenas amantes de la costa. Se han confirmado apariciones muy pequeñas pero constantes de derechas del sur en Moreton Bay, Gold Coast y Hervey Bay. Se ha registrado la presencia estacional de ballenas francas en Moreton Bay desde finales de la década de 1990. y se han observado pequeños grupos familiares de ballenas visitando la bahía sur cada año desde 2002, especialmente alrededor del puerto de Toondah .

## Medioambiente

### Amenazas ambientales
Los lechos de algas marinas y los arrecifes de coral de la bahía de Moreton se ven amenazados constantemente por la erosión del suelo provocada por la agricultura en el valle de Lockyer y por las actividades de construcción en el sureste de Queensland. El profesor John Olley ha señalado que el lodo fluye ahora hacia la bahía de Moreton a una velocidad diez veces superior a la de antes del establecimiento de los europeos en la región, hace 120 años. El informe sobre la salud de las vías fluviales de 2013 muestra una tendencia a la baja en la salud del ecosistema de la bahía de Moreton entre 2012 y 2013, y la calidad del agua también se ha visto afectada por grandes inundaciones como las de 2009 y 2011.
Después de que las inundaciones del río Brisbane en 2011 arrastraron agua contaminada a la bahía, se advirtió a los pescadores comerciales y recreativos que no capturaran ni consumieran mariscos de sus aguas. Se investigó la columna de inundación para monitorear su impacto en los ecosistemas marinos de la bahía. Contenía aguas residuales, pesticidas, metales pesados como plomo y zinc, así como hidrocarburos.
En marzo de 2009 se produjo un derrame de petróleo cuando el MV Pacific Adventurer arrojó 100 toneladas (100 000 kg) de petróleo, 30 toneladas (30 000 kg) de combustible y otros productos químicos tóxicos en las playas suburbanas de Brisbane. La primera ministra Anna Bligh describió el derrame como "el peor desastre ambiental que Queensland haya vivido jamás".
El 2 de noviembre de 2012, el Gobierno de Queensland anunció que, en colaboración con el Ayuntamiento de Gold Coast, convocaría una licitación para desarrollar una terminal internacional de cruceros y un proyecto de desarrollo asociado en Southport Broadwater, en el extremo sur de la bahía de Moreton. El 13 de febrero de 2014, el Gobierno anunció que la propuesta del Consorcio ASF «ha demostrado que la terminal de cruceros es una posibilidad que podría desarrollarse más si el ayuntamiento y el promotor decidieran seguir adelante con ella».
Este proyecto cuenta con la oposición del Consejo Medioambiental de Gold Coast y Hinterland.
El 31 de mayo de 2014 se aprobó un plan de desarrollo para la zona de desarrollo prioritario del puerto de Toondah, en Cleveland, que permitiría la construcción de un gran puerto deportivo con capacidad para 400 amarres en el sur de la bahía de Moreton, entre el puerto de Toondah, el parque G. J. Walter y la isla Cassim. El Gobierno de Queensland publicó al mismo tiempo un extenso informe sobre las 583 propuestas recibidas en respuesta al borrador del plan, que había sido publicado para su consulta en enero de 2014. El borrador del plan de Toondah fue rechazado por expertos en planificación marina y por diversos grupos comunitarios preocupados por el medio ambiente, entre ellos la Bay Wilderness Society. El 4 de marzo de 2014 se presentó en el Parlamento de Queensland una petición con 1211 firmas en la que se pedía la retirada de los planes del Gobierno.

### Protección del gobierno federal
En 1993, grandes áreas de la Bahía Moreton con una superficie total superior a 130.000 hectáreas fueron reconocidas como humedales de importancia internacional en virtud de la Convención de Ramsar sobre los Humedales de 1971 . La inclusión del sitio Ramsar en la lista está justificada por muchos motivos, entre ellos:
- La bahía de Moreton alberga un gran número de tortugas verdes, tortugas carey y tortugas bobas, especies amenazadas a nivel nacional.
- El sitio está clasificado entre los diez mejores hábitats de Queensland para el dugongo, una especie internacionalmente vulnerable, y es una zona de alimentación y reproducción para esta especie.
- El sitio Ramsar de la Bahía Moreton alberga 55 especies de algas asociadas con los manglares, siete especies de manglares y siete especies de pastos marinos.
- Al menos 43 especies de aves costeras utilizan los hábitats intermareales de la bahía, entre ellas 30 especies migratorias protegidas por acuerdos internacionales de conservación.
- El sitio Ramsar de la Bahía Moreton alberga más de 50.000 aves costeras que pasan el invierno y permanecen durante la temporada no reproductiva.
- El sitio Ramsar de Moreton Bay sustenta regularmente más del 1% de la población de zarapitos orientales invernantes y de archibebe gris .[58]

Muchas de las aves costeras migratorias que utilizan la bahía como parte de la ruta migratoria de Asia Oriental y Australasia están protegidas de conformidad con tres acuerdos bilaterales:
- Acuerdo sobre Aves Migratorias entre Japón y Australia (JAMBA)
- Acuerdo sobre Aves Migratorias entre China y Australia (CAMBA)
- Acuerdo sobre aves migratorias entre la República de Corea y Australia (ROKAMBA)[59]

Las acciones que tienen un impacto significativo en un sitio incluido en la Lista de Ramsar o en especies objeto de acuerdos internacionales sobre aves migratorias se consideran «cuestiones de importancia medioambiental nacional» protegidas por el Gobierno federal, de conformidad con las disposiciones de la Ley de Protección del Medio Ambiente y Conservación de la Biodiversidad de 1999.

### Protección del gobierno de Queensland
La isla Moreton está protegida como Parque Nacional de la isla Moreton. La bahía en sí alberga el Parque Nacional de la Isla Santa Elena y el Parque Marino de la Bahía Moreton, con áreas designadas bajo el Plan de Zonificación del Parque Marino. El Parque Marino fue declarado en 1993 y tiene una superficie de 3.400 kilómetros cuadrados. Partes de la bahía también están protegidas por el Parque Nacional de las Islas de la Bahía Moreton del Sur .
El plan de zonificación del parque marino de la bahía se renovó en 2008. A pesar de la inquietud de los pescadores comerciales y recreativos, los borradores de los planes del Gobierno de Queensland indican la imposición de nuevas restricciones pesqueras con el objetivo de proteger más del 15 % de los entornos marinos y costeros más importantes. Se podrían colocar arrecifes artificiales en la bahía de Moreton para aliviar las preocupaciones de los pescadores que temen verse obligados a abandonar la zona. El Gobierno de Queensland destinará un millón de dólares australianos a la investigación, la planificación y la construcción de un nuevo arrecife de hormigón en la bahía.
Para compensar las zonas de pesca perdidas tras la ampliación del Parque Marino de Moreton Bay en 2009, el Gobierno de Queensland acordó crear seis arrecifes artificiales para los pescadores. Los arrecifes están construidos con bolas de hormigón especialmente diseñadas que servirán de hábitat para las especies de peces.
Según el exministro de Sostenibilidad, Andrew McNamara, la bahía produce una captura comercial valorada en 25 millones de dólares, de los cuales 4 millones han quedado fuera de los límites con la rezonificación.
En marzo de 2012, el Gobierno de Queensland anunció su intención de permitir que los pescadores recreativos volvieran a las zonas verdes del parque marino en algunas partes de la bahía de Moreton. Mark Robinson, portavoz del Gobierno en materia de pesca, declaró: «Cualquier cambio que hagamos se basará en pruebas».
El 31 de enero de 2014, el Gobierno de Queensland anunció una propuesta para cambiar la zonificación del parque marino y suavizar las restricciones de pesca en Scotts Point, en la península de Redcliffe. Este cambio de política fue criticado por la Sociedad Australiana de Conservación Marina, cuyo portavoz declaró: «Cuestionamos por qué el primer ministro Newman va en contra de la ciencia y de las opiniones rigurosamente estudiadas de los pescadores recreativos locales para adoptar una propuesta que fue impulsada por el desacreditado exdiputado Scott Driscoll cuando aún era miembro de Redcliffe». No hubo ningún proceso científico detrás de esta decisión».
En mayo de 2014, el Gobierno de Queensland anunció que MRAG Asia Pacific había sido contratado para revisar la gestión pesquera en Queensland. MRAG ha declarado que, si bien las zonas verdes no formaban parte formalmente del alcance de la revisión, es probable que se las trate en el informe del equipo de revisión.

## Aspectos económicos
El valor económico de la pesca recreativa en la Bahía Moreton se ha estimado en aproximadamente 20 dólares. millones por año.

## Ocio
La bahía es muy popular entre los pescadores recreativos. En la costa de Manly se celebra anualmente la competición de pesca Moreton Bay Classic. Hay un lugar para pescar cerca del naufragio del Mount Elliot.
Se celebran muchos eventos de navegación en Moreton Bay, entre ellos:
- Regatas de yates y botes organizadas por el Royal Queensland Yacht Squadron en Manly.
- La regata de yates de Brisbane a Gladstone, que se celebró por primera vez en 1949, comienza cada año el Viernes Santo cerca del muelle de Shorncliff.
- La Interclub Bay Cruise se celebra cada año durante la primera semana de las vacaciones escolares de septiembre en Queensland.

La bahía es sede de muchos otros deportes y actividades acuáticas, como kayak, moto acuática, windsurf y esquí acuático. El buceo y el snorkeling son actividades populares alrededor de Tangalooma en la isla Moreton.